# Bob Carpenter Center
Il  Bob Carpenter Center è un'arena multifunzione con 5.100 posti a sedere, situata a Newark in Delaware, deve il suo nome al benefattore R. R. M. Carpenter, Jr. (1915–1990). Gli studenti dell'University of Delaware l'hanno soprannominata "The Bob."

## Storia
L'arena è stata inaugurata nel 1992, la struttura è stata progettata da Populous, che ha sviluppato più di 150 progetti di impianti sportivi e ricreativi. La costruzione dell'edificio è costata 20 milioni di dollari. Nel 2010, l'Università ha ampliato la struttura, includendo due campi da basket completi, nuovi uffici, spogliatoi per gli atleti e un nuovo ingresso.
La parte dell'arena è intitolata a Frank E. Acierno, un uomo d'affari locale che ha donato 1 milione di dollari per la costruzione del Bob Carpenter Center, la più grande somma ricevuta da parte di un individuo.
È la casa della squadra di basketball Blue Hens dell'Università del Delaware e dall'autunno  2013 dei Delaware 87ers franchigia della NBA Development League. Ha ospitato una partita di preseason tra i Philadelphia 76ers e i Boston Celtics.
Ha ospitato una tappa della campagna politica di Al Gore nel 1996 e partite del torneo di basket collegiale dell'America East Conference dal 1997 al 2001
Sono stati ospitati altri eventi, come incontri WWE, concerti, musical e fiere dell'artigianato.